# Polochion sombre
Philemon fuscicapillus
Espèce
Statut de conservation UICN

 NT C2a(ii) : Quasi menacé
Le Polochion sombre (Philemon fuscicapillus) est une espèce de passereaux de la famille des Meliphagidae.

## Distribution
Il est endémique de l'île de Morotai dans le nord des Moluques, en Indonésie. Aucune donnée historique n'atteste de la présence de l'espèce ni sur Halmahera, ni sur Bacan.

## Habitat
Son habitat naturel est les forêts tropicales humides de plaine et les broussailles tropicales humides. L'espèce est tolérante à la dégradation de son habitat et a été observé vivant dans les plantations de cocotiers. Il est probablement menacé par la perte de son habitat, la forêt restante étant menacée par l'exploitation forestière, mais des recherches supplémentaires sont nécessaires.

## Description
C'est un oiseau brun avec le dessous pâle. La région autour de l'œil est nue et rose. Il mesure environ 30 cm de long.

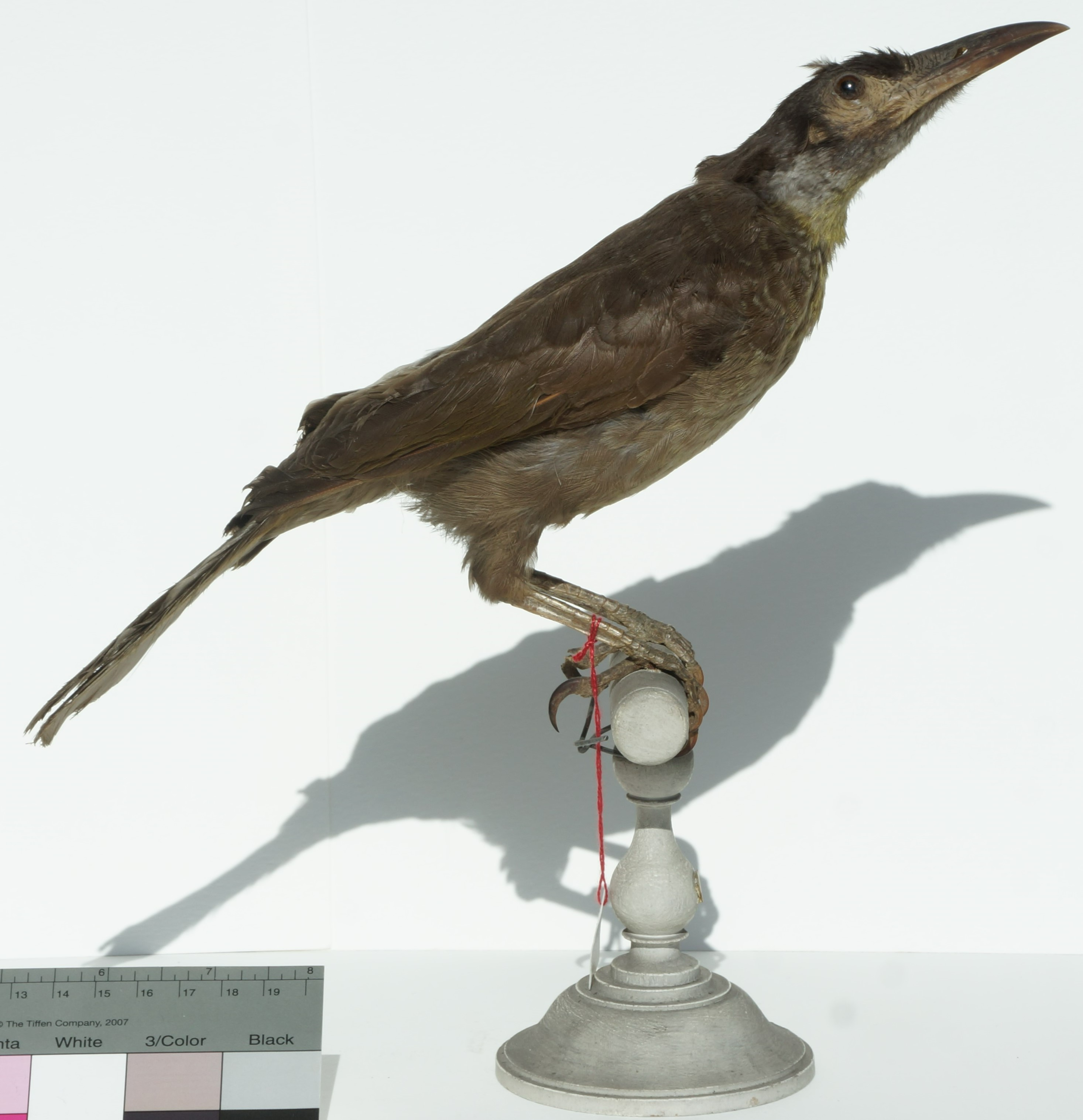
Spécimen de la collection Albert Maës, île de Morotai, avant 1914, BOUM

L'espèce est imitée par le Loriot d'Halmahera qui est presque identique, une situation que l'on retrouve chez de nombreuses espèces de loriots et de méliphages qui ont le même habitat (Diamond 1982). On pense que cela réduit l'agressivité des Méliphages contre les Loriots plus petits.

## Publication originale
- Wallace, 1862 : On some new birds from the North Moluccas. Ibis, vol. 1, n. 4, p. 348–351.